# Rifugio Carè Alto
Das Rifugio Carè Alto – Dante Ongari oder nur Rifugio Carè Alto (deutsch Carè-Alto-Hütte) ist eine Schutzhütte der Società degli Alpinisti Tridentini (SAT).

## Lage und Umgebung
Das Rifugio Carè Alto liegt am Ende des Val di Borzago auf einem Felsvorsprung, Bus del Gat genannt, im Gemeindegebiet von Pelugo in der Provinz Trient auf 2459 m s.l.m.
Die Schutzhütte befindet sich unmittelbar am östlich des Carè Alto Gipfels 3456 m s.l.m. absteigenden Kammes, der das Val di Conca vom Val di Niscli am oberen Ende des Val di Borzago abgrenzt. Sie ist idealer Ausgangspunkt für die Besteigung des Carè Alto sowie seiner Nebengipfel und Stützpunkt für die Besichtigung der zwischen 2007 und 2010 vom Eis befreiten österreichisch-ungarischen Gipfelkaverne aus dem Ersten Weltkrieg auf dem Corno di Cavento.

## Geschichte
Im Jahr 1911 entschloss sich eine Gruppe von Alpinisten aus dem Val Rendena eine Hütte zu Füßen des Carè Alto zu errichten und gründete zu diesem Zweck die Gesellschaft SARCA (Società Alpinisti Rifugio Carè Alto). Die neue Schutzhütte konnte auch nach finanzieller Unterstützung durch den Trentiner Bergsteigerverein SAT bereits am 8. September 1912 feierlich eröffnet werden.

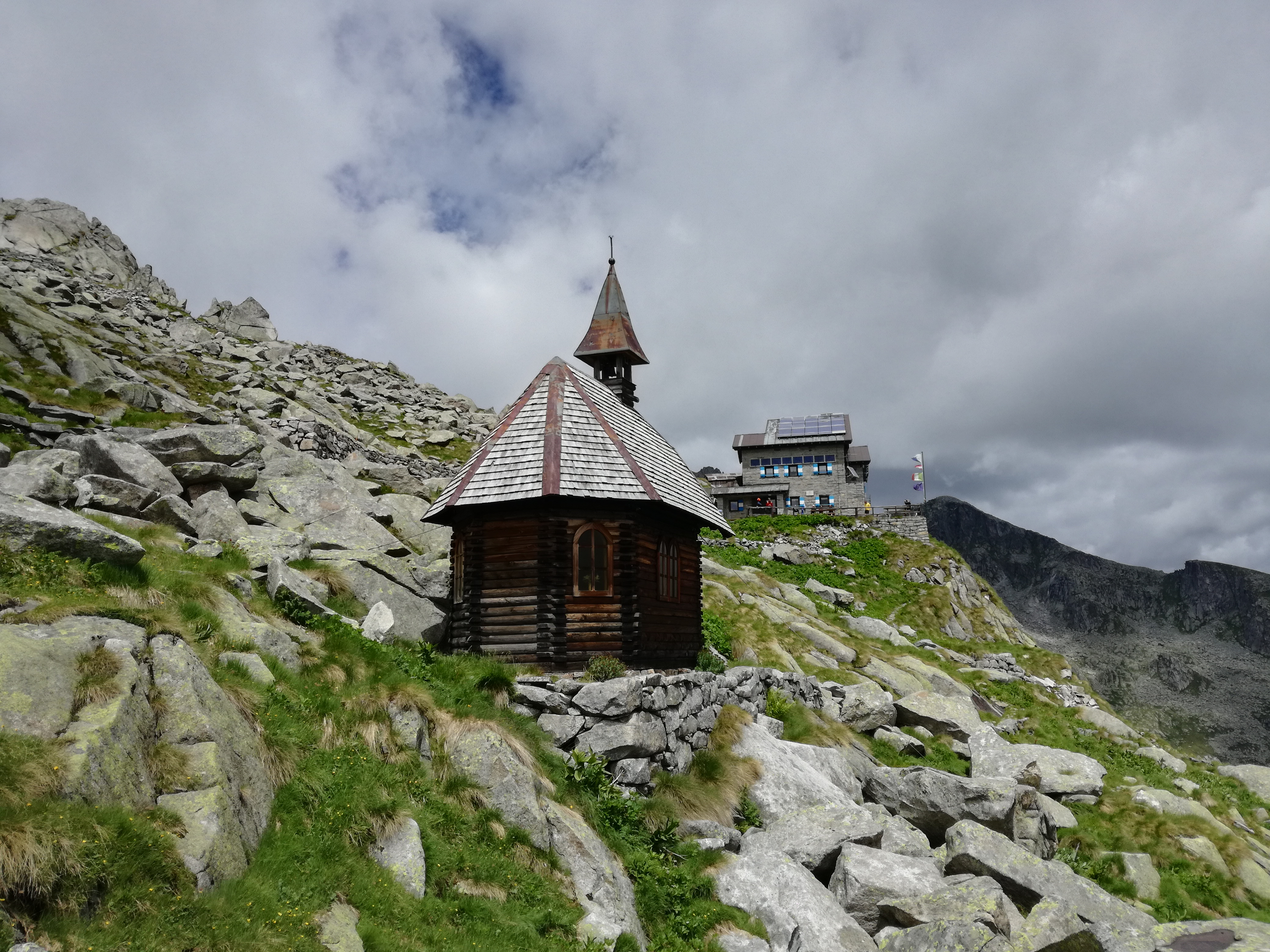
Kriegskapelle am Rifugio Carè Alto

Während des zwischen 1915 und 1918 tobenden Gebirgskrieges, errichtete die k.u.k. Armee um das Rifugio eine ganze Barackenstadt inklusive Feldlazarett und eigenem Elektrizitätswerk. Versorgt wurde das Lager mit Hilfe von 5 Materialseilbahnen. Das Rifugio selbst wurde zum Offizierskasino umfunktioniert und nach dem Kommandeur des Carè Alto Frontabschnitts, Ludwig von Können-Horak Edler von Höhenkamp, Können-Horak-Haus benannt. Im Jahr 1917 errichteten russische Kriegsgefangene in unmittelbarer Nähe eine kleine Kapelle, die heute noch besteht, während von der ehemaligen Barackenstadt nur einige Fundamente erhalten geblieben sind.
Zu Beginn der 1920er Jahre erwarb der SAT die Hütte zu einem symbolischen Preis von 700 Lire. Nach dem Zweiten Weltkrieg wurde das Rifugio auf Betreiben des aus dem Rendenatal stammenden Ingenieurs, Bergsteigers und Heimatforschers Dante Ongari, der auch für die Kosten aufkam, wieder instand gesetzt und zum Dank nach ihm benannt.
Ab 1986 wurde der würfelförmige Originalbau vollständig renoviert und ausgebaut und konnte nach zweijähriger Bauzeit im Sommer 1988 neueröffnet werden.

## Zugänge
- Vom Pian della Sega im Val di Borzago, 1250 m ⊙ auf Weg 213 (3 Stunden 30 Minuten)
- Von Borzago, 655 m ⊙ auf Straße (7 km) dann Weg 213 (6 Stunden)

## Übergänge
- Zum Rifugio Val di Fumo, 1918 m ⊙ auf Weg 222 in 4 Stunden 30 Minuten
- Zum Rifugio Ai Caduti dell’Adamello, 3040 m ⊙ auf Weg 215 und Gletscher in 6 Stunden
- Zum Rifugio Trivena, 1650 m ⊙ auf Weg 222, 224, 225, 261 und 223 in 7 Stunden
- Nach Vigo Rendena, 627 m ⊙ auf Weg 222, 224 und Straße in 5 Stunden
- Nach Ponte del Casol im Val di Genova, 1012 m ⊙ auf Weg 215 in 5 Stunden 30 Minuten

## Gipfelbesteigungen
- Carè Alto, 3462 m ⊙ 4 Stunden
- Corno di Cavento, 3632 m ⊙ 4 Stunden
- Monte Coel (auch Monte Cel), 2870 m ⊙ 3 Stunden